# Partij van de Ouderen
De Partij van de Ouderen (PvdO) is sinds 2013 een politieke partij in Nederland. Bij de gemeenteraadsverkiezingen van 19 maart 2014 kreeg de Partij van de Ouderen in de gemeente Amsterdam een raadszetel. De partij is vertegenwoordigd in 3 bestuurscommissies. De partij wil ouderen vertegenwoordigen in Amsterdam en aangrenzende gemeenten. In gemeente Diemen, een buurgemeente van Amsterdam, kreeg de partij twee zetels.
Bij de raadsverkiezingen van 2018 behield de PvdO zijn zetel in Amsterdam en de twee zetels in Diemen. Na de raadsverkiezingen van 2022 verloor Amsterdam haar zetel en kon Van Soest (1936) niet voor een derde termijn gaan.